# 柄果薹草
柄果薹草（学名：Carex stipitinux）是莎草科薹草属的植物，是中国的特有植物。分布在中国大陆的四川、安徽、湖南、广西、陕西、湖北、甘肃、浙江、江西、贵州等地，生长于海拔180米至1,500米的地区，常生长在山坡、山谷的疏密林下、灌木丛中以及路旁阴湿处，目前尚未由人工引种栽培。